# Herrenhaus Altenberga

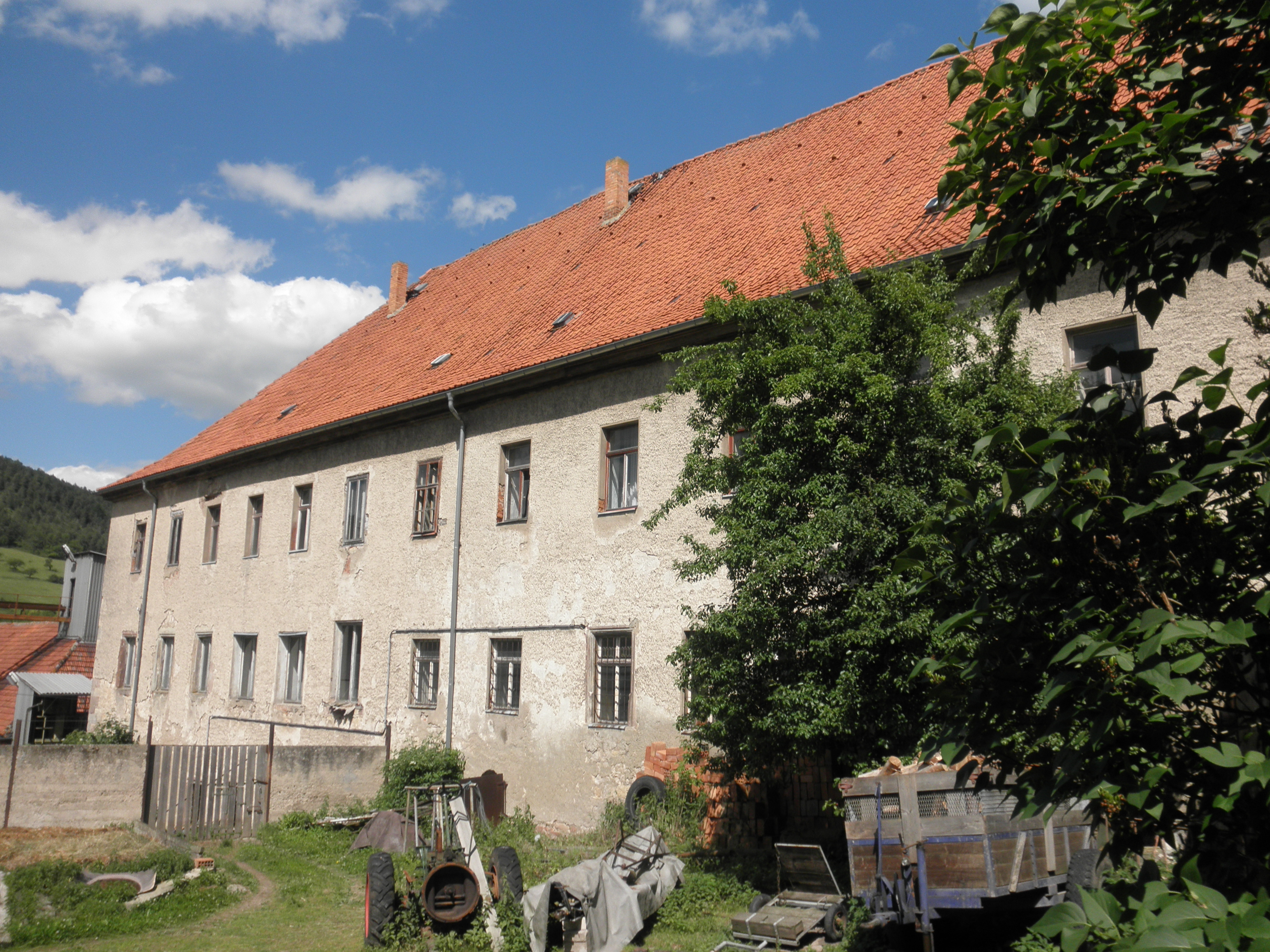
Das Herrenhaus

Das Herrenhaus Altenberga steht zentral in der Gemeinde Altenberga im Saale-Holzland-Kreis in Thüringen.

## Geschichte
Im Thüringer Grafenkrieg eroberten die Erfurter die Burg. Danach tobte 1446 und 1451 der Sächsische Bruderkrieg. Die Burganlage Altenberga wurde zerstört. Diese Ereignisse hatten auch ökonomische Änderungen zur Folge. Die Versorgung der Burganlage entfiel, so dass der Landadel wirksamer werden konnte und musste. In der Mitte des 15. Jahrhunderts wurde der Bau des Schlosses Altenberga errichtet. Dieser Bau war der Vorgängerbau des heutigen Herrenhauses. 1675 wurde das Gebäude umgebaut und aufgestockt. Es konnten im Ergebnis der besseren Bodenbewirtschaftung die Stall- und Scheunengebäude erweitert oder neu gebaut werden.
Im Jahr 1763 war das Schloss Schauplatz eines großen Freimaurerkonvents, der auf Betreiben von Georg Friedrich von Johnssen einberufen worden war, welcher kurz danach als Hochstapler entlarvt wurde.
Mit der Bodenreform wurde der Grundbesitz in Altenberga aufgelöst und die Flächen sowie Gebäude von Betrieben der DDR-Landwirtschaft bewirtschaftet. Dabei wurde das Herrenhaus in letzter Zeit doch vernachlässigt und steht seit 2012 leer.